# AMP–69
Az AMP–69 (AMP – automata, módosított, puskagránátos /karabély/), puskagránát kilövésére is alkalmas, a magyar FÉG által gyártott gépkarabély.

## Története
Az AK–47 gépkarabély egyik Magyarországon gyártott változatából, az AMD–65-ből alakították ki Zala Károly, a FÉG főkonstruktőre vezetésével. A Magyar Néphadsereg 1974-ben, a Belügyminisztérium 1975-ben rendszeresítette.
A gázátömlő furata elreteszelhető, így képes a csőtoldatra (tromblonra) húzott puskagránát kilövésére. A gránát kumulatív (PGK–69), repesz (PGR–69), esetleg könnygáz töltetű lehet. A célzást a külön felszerelhető optikai irányzék segíti. A lőtávolság 450 méter. A kilövéshez emelt lőportartalmú indítótöltényt használnak, melyet külön, rövid, ötös tárban hordanak. Rendszeresítve volt a Munkásőrség lövészrajainál is 1989-ig. A 2006. őszi budapesti események idején egyes újságcikkek fotóin is felismerhető volt.
A fegyver 2009-ben visszakerült a Magyar Honvédség gyorsreagálású lövészkatonáinak kiképzésébe, melynek során helységharcban és a katonai rendészeti feladatokban történő alkalmazását gyakorolják. Első alkalommal 2009. december 2–3. között a táborfalvai lőtéren az MH 25/88. Könnyű Vegyes Zászlóalj hajtott végre lőfeladatokat az AMP–69-cel.

## Műszaki jellemzői
A megfelelő belballisztika elérése érdekében nem a hagyományos csőbe dugott pálcával erősítették fel a gránátot, hanem egy csőtorkolatra helyezett tromblonra húzták, s onnan az indítótöltény lőtte ki. Majd a forró lőporgázok indították be a gránát saját menethajtóművének működését, miután az elhagyta a fegyver csövét. Az éles lőszerrel való indítás azért nehézkes, mert az erre alkalmas gránátba csapódó lövedék számára lövedékcsapdát kell behelyezni, ami túlzottan megbonyolítja annak szerkezetét és növeli a gránát tömegét, csökkentve a hatásos lőtávolságot. Ahhoz, hogy a gránátot stabilan rögzíteni tudják, egy tromblonon egy egyszerű feszítőlapot alkalmaztak, illetve meg kellett hosszítani a fegyver csövét mintegy 10 cm-rel, így az elérte az eredeti ős, az AK–47 csőhosszát (a fejlesztés az AMD–65-re épült). Ezen a toldalékon helyeztek el axiális gázkiömlő nyílásokat az eredményes indítás érdekében, és hogy az indító lőporgázok teljes mértékben felhasználásra kerüljenek, valamint a fegyver kímélése érdekében egy elzáró szelepet helyeztek el a gázkiömlő furatnál. Így minden egyes gránát esetében kézzel kell felhúzni a zárkeretet, mivel nincs lőporgáz, ami mozgatná a zárszerkezetet, így kevésbé fordulhat elő, hogy töltött fegyverre helyeznék fel a gránátot. Mivel az eredeti íves csapóirányzék alkalmatlan volt a gránátlövés célzására, hiszen a puskagránát röppályája jóval meredekebb a karabélylövedék pályájánál, így aztán egy szabadalommal védett, lőtávolság szerint állítható optikai irányzékot kapott a tok jobb oldalára.